# ジム・ローゼンフィールド
ジム・ローゼンフィールド（Jim Rosenfield, 1958年 - ）は、アメリカ合衆国のニュースキャスター。ニューヨーク州出身。現在はCBS放送のニューヨークのローカルニュースCBS2NEWS(東部時間18:00と23:00)で女性キャスター、ディーナ・タイラーと共にウィークディのメインキャスターを務める。デューク大学卒。

## キャリア
- 1981年、ノースカロライナ州ダーラムのWTVD-TVにてジェネラル・アサイメント・レポーターとしてそのキャリアをスタート。その後イリノイ州シカゴのABC放送に移りレポーターと週末のキャスターになった。ABCではキャスター、レポーターを務め、国際ニュースのレポートなども行った。
- 1998年、現在のWCBS-TV(ニューヨーク)に移籍。シンディ・ヒューと共に昼間のニュースを、リサ・ヒルと共に17時のニュースキャスターになった。
- 2000年、CBS放送を去り、ライバル放送局であるNBC放送に移籍しスー・シモンズと共に夕刻のニュース番組「Live At Five」のキャスターを務める。
- 2005年、NBC放送を去り、5年ぶりにCBS放送に戻る。この時はちょうどCBSの名物キャスター、エリン・アナストスが1000万ドルの契約でFOX放送に移した時だった。このアナストスの移籍はローゼンフィールドを同放送局ローカルニュースのメインキャスターの地位まで押し上げた。もしローゼンフィールドがNBCに留まっていたら、同局のベテラン、チャック・スカーボローがメインキャスターの座に居たため、この地位は確保できなかった可能性が高い。
- 2005年6月から女性キャスター、ロズ・エイブラムスと共に「CBS2NEWS at 5」と「CBS2NEWS at 11」のキャスターを務めた。しかしこの2人の相性がどうも良くなかったため、2006年4月にキャスターを入れ替え。エイブラムスは17時のニュースを女性キャスター、メアリー・カルヴィと(現在の同番組のキャスターはクリス・ラギーとクリスティーン・ジョンソン)、ローゼンフィールドは23時と18時のニュースを女性キャスター、ディーナ・タイラーと務めることになった(こちらは現在も同じ)
- ニュージャージー州の共和党候補者とディベート。
- 9.11により崩壊した世界貿易センタービルと、その復興であるフリーダムタワーの建設を追ったリポートでエミー賞を受賞。
- ウォルター・クロンカイト賞で「優れた政治報道」の賞を受賞。Mychal Judge Memorial賞受賞。
- 妻と二人の子供とニューヨークに暮らす。